# Badminton-Jugendeuropameisterschaft 2009
Die Badminton-Jugendeuropameisterschaft 2009 für Sportler der Altersklasse U17 fand vom 7. bis zum 15. November 2009 in Medvode in Slowenien statt. Nach zwei Austragungen für Mannschaften wurden bei dieser Meisterschaft erstmals auch die Einzeldisziplinen ausgespielt.

## Sieger und Platzierte
| Disziplin    | Gold | Silber | Bronze |
| ------------ | --- | --- | --- |
| Herreneinzel | Viktor Axelsen | Kim Bruun | Anatoliy Yartsev |
| Herreneinzel | Viktor Axelsen | Kim Bruun | Emre Lale |
| Dameneinzel  | Carolina Marín | Neslihan Yiğit | Ebru Tunalı |
| Dameneinzel  | Carolina Marín | Neslihan Yiğit | Line Kjærsfeldt |
| Herrendoppel | Frederik Colberg Kasper Paulsen | Lucas Corvée Joris Grosjean | Ivan Nikitin Anatoliy Yartsev |
| Herrendoppel | Frederik Colberg Kasper Paulsen | Lucas Corvée Joris Grosjean | Kasper Antonsen Mathias Mundbjerg |
| Damendoppel  | Celine Juel Mette Poulsen | Neslihan Kılıç Neslihan Yiğit | Gabriela Stoeva Stefani Stoeva |
| Damendoppel  | Celine Juel Mette Poulsen | Neslihan Kılıç Neslihan Yiğit | Amanda Madsen Josephine van Zaane |
| Mixed        | Frederik Colberg Mette Poulsen | Kasper Antonsen Amanda Madsen | Joris Grosjean Léa Palermo |
| Mixed        | Frederik Colberg Mette Poulsen | Kasper Antonsen Amanda Madsen | Oliver Gwilt Georgia Hughes |
| Teams        | Dänemark Sandra-Maria Jensen Celine Juel Line Kjærsfeldt Amanda Madsen Mette Poulsen Josephine van Zaane Viktor Axelsen Kasper Antonsen Kim Bruun Frederik Colberg Mathias Mundbjerg Kasper Paulsen | Russland Dmitriy Imankulov Ivan Nikitin Sergey Shemetov Alexandr Sorokin Anatoliy Yartsev Lyaysan Karimova Evgeniya Kosetskaya Karina Nazarova Mariya Trofimova Guzel Yarmeeva | Türkei Ahmet Bayar Semih Karakas Emrah Köprü Emre Lale Tolga Özsoy Akin Senol Cemre Fere Neslihan Kılıç Busenur Korkmaz Özge Toyran Ebru Tunalı Ebru Yazgan Neslihan Yiğit |
| Teams        | Dänemark Sandra-Maria Jensen Celine Juel Line Kjærsfeldt Amanda Madsen Mette Poulsen Josephine van Zaane Viktor Axelsen Kasper Antonsen Kim Bruun Frederik Colberg Mathias Mundbjerg Kasper Paulsen | Russland Dmitriy Imankulov Ivan Nikitin Sergey Shemetov Alexandr Sorokin Anatoliy Yartsev Lyaysan Karimova Evgeniya Kosetskaya Karina Nazarova Mariya Trofimova Guzel Yarmeeva | Ukraine Kyrylo Leonov Kyryll Nesterenko Artem Pochtarov Mykhaylo Vorona Viktoriya Guscha Mariya Lysenko Margaryta Malyarova Tetyana Potapenko                              |

## Endstand Mannschaften
- 1.  Dänemark
- 2.  Russland
- 3.  Türkei
- 3.  Ukraine
- 5.  Spanien
- 5.  Frankreich
- 5.  Polen
- 5.  England
- 9.  Schottland
- Schweden
- Wales
- Zypern
- Tschechien
- Belgien
- Bulgarien
- Finnland
- 17.  Kroatien
- Ungarn
- Slowakei
- Rumänien
- Litauen
- Irland
- Israel
- Österreich
- 25.  Norwegen
- Schweiz
- Lettland
- Estland
- Island
- Italien
- Serbien
- Slowenien